# Писарев, Юрий Николаевич
Юрий Николаевич Писарев — советский хозяйственный и политический деятель.

## Биография
Родился в 1928 году. Член КПСС.
Окончил Запорожский институт сельскохозяйственного машиностроения.
В 1951—1962 гг. — мастер, конструктор, старший конструктор, начальник цеха, заместитель директора Одесского завода сельскохозяйственного машиностроения имени Октябрьской революции.
В 1962—1968 гг. — директор Одесского завода сельскохозяйственного машиностроения имени Октябрьской революции.
В 1968—1973 гг. — заместитель Министра сельскохозяйственного и тракторного машиностроения СССР.
В 1973—1990 гг. — первый заместитель Министра машиностроения для животноводства и кормопроизводства СССР.
Делегат XXIII съезда КПСС.
За разработку и внедрение в производство технологии механизированного возделывания виноградников в зоне укрывного виноградарства был в составе коллектива удостоен Государственной премии СССР в области науки и техники 1971 года.
Умер в Москве после 2003 года.